# Aitaussaari (ö i Norra Österbotten)
Aitaussaari är en ö i Finland.   Den ligger i kommunen Ijo i den ekonomiska regionen  Oulunkaari  och landskapet Norra Österbotten, i den centrala delen av landet, 600 km norr om huvudstaden Helsingfors.